# NGC 2124
NGC 2124 في الفهرس العام الجديد، هي مجرة، تقع في كوكبة الأرنب. اكتشفت في 20 أكتوبر 1784 بواسطة ويليام هيرشل.

## روابط خارجية
- NGC 2124 على موقع ويكي سكاي: DSS2, SDSS, GALEX, IRAS, Hydrogen α, X-Ray, Astrophoto, Sky Map, Articles and images